# Bahnradsport-Weltmeisterschaften 1966

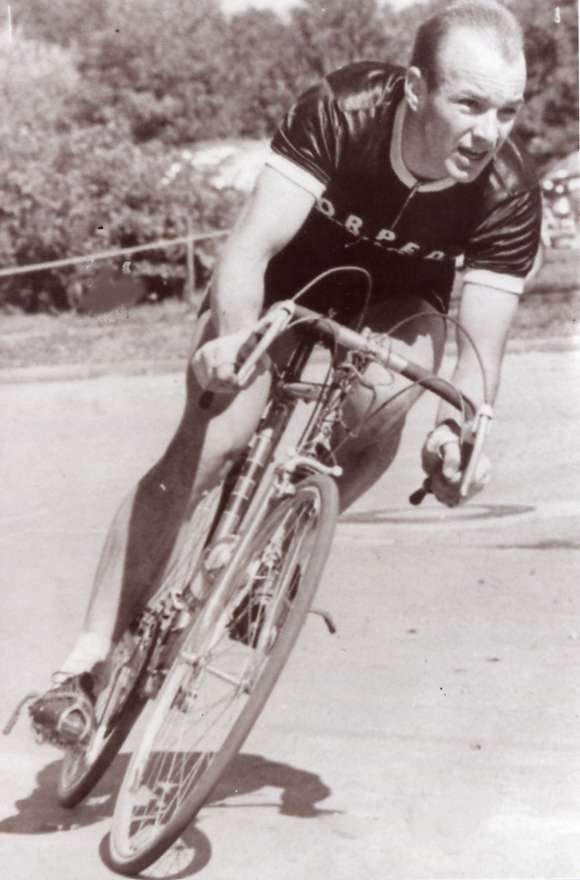
Der Deutsche Dieter Kemper belegte in der Einerverfolgung der Profis den dritten Platz.

Die Bahnradsport-Weltmeisterschaften 1966 fanden vom 29. August bis 4. September 1966 in der Radrennbahn am Frankfurter Waldstadion statt. 32 Nationen waren am Start. Parallel wurden die Straßenradsport-Weltmeisterschaften auf dem Nürburgring und in Köln ausgetragen.
Zur Bahnrad-WM in Frankfurt wurde das Programm um zwei weitere Disziplinen, das 1000-m-Zeitfahren und das Tandemrennen, auf elf aufgestockt. Italien erwies sich bei den Profis als die dominierende Nation dieser Titelkämpfe, allen voran Leandro Faggin, der schon 1954 in Köln bei den Amateuren Weltmeister geworden war und bei den Olympischen Sommerspielen 1956 in Melbourne eine Goldmedaille mit dem Bahnvierer gewonnen hatte.
In Frankfurt begann die große Siegesserie des französischen Sprinters Daniel Morelon, der achtmal Weltmeister und zweimal Olympiasieger wurde. Die Kurzzeitdisziplinen wurden von den französischen Fahrern dominiert, deren Trainer der ehemalige Weltmeister Louis Gérardin war.

## Resultate

### Frauen
| Disziplin                | Platz | Land                                    | Athlet             |
| ------------------------ | ----- | --------------------------------------- | ------------------ |
| Sprint                   | 1     | Sowjetunion 1955                        | Irina Kiritschenko |
|                          | 2     | Sowjetunion 1955                        | Walentina Sawina   |
|                          | 3     | Deutschland Demokratische Republik 1949 | Heidi Blobner      |
| Einerverfolgung (3000 m) | 1     | Vereinigtes Konigreich                  | Beryl Burton       |
|                          | 2     | Belgien                                 | Yvonne Reynders    |
|                          | 3     | Deutschland Demokratische Republik 1949 | Hannelore Mattig   |

### Männer (Profis)
| Disziplin                | Platz | Land                       | Athlet                                        |
| ------------------------ | ----- | -------------------------- | --------------------------------------------- |
| Sprint                   | 1     | Italien                    | Giuseppe Beghetto                             |
|                          | 2     | Australien                 | Ron Baensch                                   |
|                          | 3     | Italien                    | Sante Gaiardoni                               |
| Einerverfolgung (5000 m) | 1     | Italien                    | Leandro Faggin                                |
|                          | 2     | Belgien                    | Ferdinand Bracke                              |
|                          | 3     | Deutschland Bundesrepublik | Dieter Kemper                                 |
| Steherrennen (100 km)    | 1     | Belgien                    | Romain De Loof (hinter Hugo Lorenzetti)       |
|                          | 2     | Deutschland Bundesrepublik | Ehrenfried Rudolph (hinter Georges Grolimund) |
|                          | 3     | Belgien                    | Leo Proost (hinter Norbert Koch)              |

### Männer (Amateure)
| Disziplin                      | Platz | Land                       | Athlet                                                            |
| ------------------------------ | ----- | -------------------------- | ----------------------------------------------------------------- |
| Sprint                         | 1     | Frankreich                 | Daniel Morelon                                                    |
|                                | 2     | Frankreich                 | Pierre Trentin                                                    |
|                                | 3     | Sowjetunion 1955           | Omar Pchakadse                                                    |
| Zeitfahren (1000 m)            | 1     | Frankreich                 | Pierre Trentin                                                    |
|                                | 2     | Belgien                    | Paul Seye                                                         |
|                                | 3     | Niederlande                | Frans van de Ruit                                                 |
| Tandem                         | 1     | Frankreich                 | Daniel Morelon/Pierre Trentin                                     |
|                                | 2     | Deutschland Bundesrepublik | Klaus Kobusch/Martin Stenzel                                      |
|                                | 3     | Italien                    | Giordano Turrini/Walter Gorini                                    |
| Einerverfolgung (4000 m)       | 1     | Niederlande                | Tiemen Groen                                                      |
|                                | 2     | Tschechoslowakei           | Jiří Daler                                                        |
|                                | 3     | Italien                    | Giorgio Ursi                                                      |
| Mannschaftsverfolgung (4000 m) | 1     | Italien                    | Antonio Castello/Cipriano Chemello/ Gino Pancino/Luigi Roncaglia  |
|                                | 2     | Deutschland Bundesrepublik | Karl-Heinz Henrichs/Herbert Honz/ Jürgen Kißner/Karl Link         |
|                                | 3     | Sowjetunion 1955           | Wiktar Bykau/Michail Koljuschew/ Stanislaw Moskwin/Leonid Wukolow |
| Steherrennen (1 Stunde)        | 1     | Niederlande                | Piet de Wit (hinter Norbert Koch)                                 |
|                                | 2     | Niederlande                | Bert Romijn (hinter Bruno Walrave)                                |
|                                | 3     | Frankreich                 | Christian Giscos (hinter Laval)                                   |